# Codice di Chitarrella
Sotto il nome Codice di Chitarrella cadono due raccolte di regole di giochi di carte, una che descrive il tressette e la sua variante mediatore, l'altra, detta in napoletano jonta (aggiunta), che descrive lo Scopone. Entrambe le raccolte sono scritte in  latino, entrambe sono attribuite ad un non meglio specificato Signor Chitarrella, che ha finito per essere identificato con un sacerdote o un monaco domenicano, di cui non si avrebbe alcuna notizia biografica.
Fra le due raccolte vi sono differenze strutturali e linguistiche sufficienti per lo meno a suggerire che siano state scritte da autori o in ambienti differenti.
La tradizionale identificazione dei due Chitarrella e la collocazione temporale di entrambi al 1750 non trovano riscontro nelle fonti primarie. Il Pratesi cita una confessione dell'editore Pironti, contenuta nel libro Luigi Chiurazzi (1831-1926) e l'editoria napoletana, secondo cui la spesso citata e mai ritrovata prima edizione del 1750 sarebbe un “occasionale frutto della sua fantasia”. 

## Chitarrella sul Tressette
La prima edizione a stampa pervenutaci di un'opera attribuita al Signor Chitarrella è del 1840, in Napoli. Secondo Franco Pratesi, questa edizione è da considerarsi la editio princeps del Codice di Chitarrella relativa al tressette. Il Pratesi suggerisce che l'introduzione in cui si nomina un manoscritto “unto e bisunto” sia una trovata editoriale e che la sua assenza nelle svariate edizioni che sono rapidamente succedute a quella del 1840 sarebbe un ulteriore indizio a favore dell'ipotesi.
Le "regole" del Chitarrella sono in massima parte regole di gioco, ma ci sono anche suggerimenti di strategia più o meno condivisibili, consigli da baro, altrimenti frasi da declamare durante il gioco.

## Chitarrella sullo Scopone
L'aggiunta, o jonta, è formata da 44 regole che descrivono il gioco dello scopone. La sua prima edizione solidamente documentata è del 1937, se si esclude la data del 1750, alcune citazioni si spingono a datarla al 1932. Un ancora inedito libro di Sergio Aldo Bonanni data fra il 1895 e il 1902 l'apparizione di regole sullo scopone associate al Chitarrella.
Secondo Franco Pratesi, il Codice di Chitarrella relativo allo scopone sarebbe un'opera scritta negli anni '30 del secolo 20º. Il Pratesi suggerisce che i due codici siano prodotto dell'ambiente goliardico Napoletano. 

## Il Chitarrella nella tradizione
Il Signor Chitarrella citato nella edizione del 1840 ha finito per venire identificato con “il sacerdote napoletano Marcello Chitarrella, forse monaco domenicano di cui non si conoscono notizie biografiche”.
La datazione tradizionale al 1750 del codice è utilizzata per sostenere tesi a favore di una ampia ed antica diffusione del gioco dello scopone in Italia.